# Airmee
Airmee, på bolagssidor även benämnt som Airmiz AB, är ett svenskt logistik- och teknikföretag grundat år 2016 av Julian Lee och Adrian Prelipcean. Airmee specialiserar sig på snabb och flexibel sista-milen-leverans för e-handel och detaljhandel. Företaget använder avancerad teknologi och algoritmer för att optimera leveransrutter och möjliggöra leveranser samma dag eller till specifika tidsfönster, ofta med fokus på hållbarhet och minskad miljöpåverkan. Huvudkontoret för Airmee ligger på Västmannagatan 4 i centrala Stockholm och de levererar till över hundra städer och orter runtom i Sverige. Bland dess samarbetspartners finns Amazon, Apotea, Acne Studios, Adlibris, Sellpy och Meds.
Airmee levererar varor sju dagar i veckan, inklusive helger. Företaget erbjuder dessutom leveranser på både dagtid och kvällstid. I storstadsområden som Stockholm, Göteborg och Malmö, så kan man få sina varor levererade inom ett par timmar, från det att en beställning har blivit lagd.